# Hellinsia emmelinoida
Hellinsia emmelinoida là một loài bướm đêm thuộc họ Pterophoroidea. Nó được tìm thấy ở Tanzania. The species closely resembles the châu Âuan Emmelina monodactyla.
Sải cánh dài 22–24 mm. The moth gặp ở tháng 1, tháng 7 và tháng 12.